# Recover
Recover is het tweede studioalbum van de Amerikaanse metalcoreband Confide. Het werd op 18 mei 2010 uitgebracht. De opnames ervan vonden plaats in december 2009 in The Foundation Recording Studios in Connersville, Indiana (Verenigde Staten) onder leiding van producer Joey Sturgis. Gitarist Joshua Paul, bassist Trevor Vickers en drummer Joel Piper debuteerden op de plaat. Recover is het laatste album van de band tijdens hun eerste actieve periode en werd opgedragen aan de manager van de band, Stewart Teggart, die in 2010 - vlak voor het album uitkwam - op 44-jarige leeftijd overleed.

## Tracklist
1. When Heaven is Silent - 2:56
2. Tighten It Up - 3:29
3. The View from My Eyes - 3:38
4. Now or Never - 3:26
5. Delete, Repeat - 2:44
6. My Choice of Words - 3:35
7. People Are Crazy - 2:50
8. Barely Breathing - 3:44
9. 80B - 3:15
10. Tell Me I'm Not Alone - 3:22
11. Write This Down - 3:16

### Bonus tracks opITunesuitgave
1. Burning Bridges - 2:49
2. Real Life - 3:08

## Medewerkers

### Muzikanten
- Ross Kenyon - zang
- Jeffrey Helberg - gitaar
- Joshua Paul - gitaar
- Trevor Vickers - basgitaar
- Joel Piper - drums, zang

### Overige
- Joey Sturgis - mixen, mastering, productie
- Tom Denney - co-productie
- Ryan Carr - ontwerp albumhoes
- Celina Kenyon - fotografie albumhoes
- Brandon Wronski - zang op Tell Me I'm Not Alone
- William 'Billy' Pruden - preproductie